# 克索瓦戈拉區

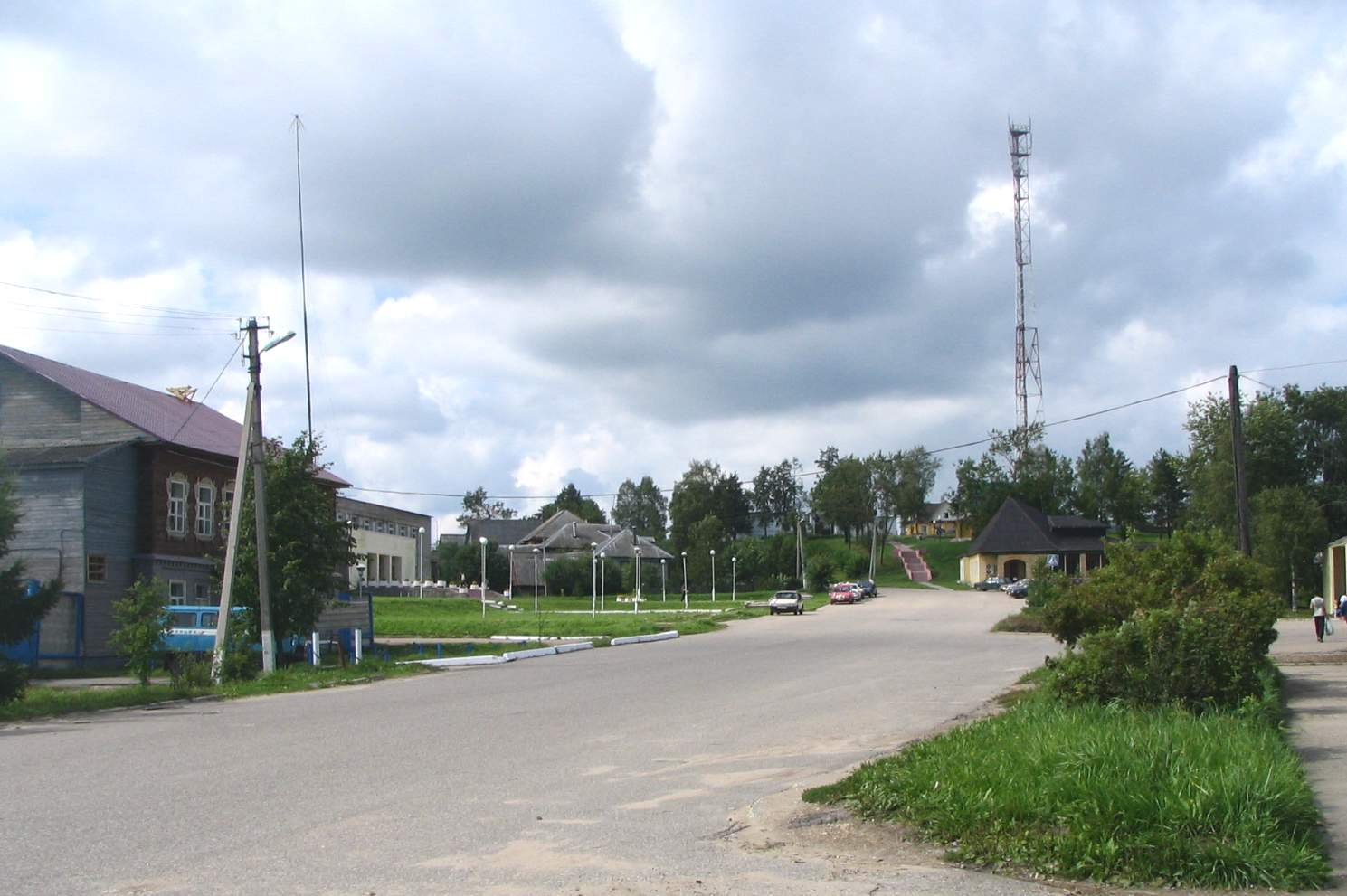

57°35′N 37°17′E / 57.583°N 37.283°E
克索瓦戈拉區（俄语：Кесовогорский район），是俄羅斯的一個區，位於該國西部，由特維爾州負責管轄，面積962平方公里，2010年該區人口8,199，人口密度每平方公里8.52人。